# オールド・グローリー (航空機)

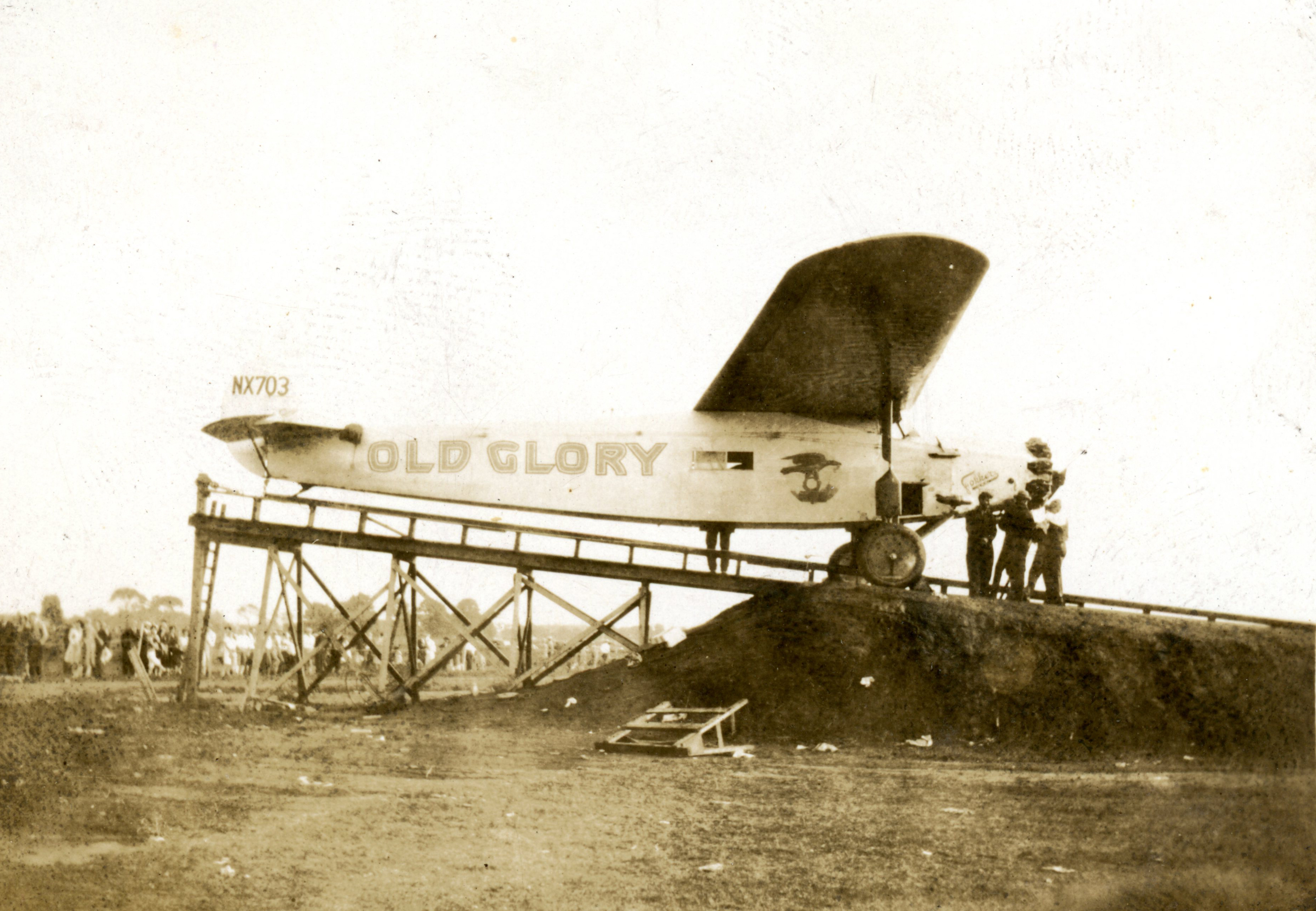
Old Glory

オールド・グローリー号（Old Glory）はフォッカー F.VIIa単発機で、1927年9月6日、アメリカ合衆国ニューヨークからイタリアのローマまでの無着陸飛行に挑戦して遭難した飛行機である。
ニューヨーク・デイリー・ミラー紙の社主、ウィリアム・ランドルフ・ハーストが宣伝のためにニューヨークからローマまでの大西洋横断飛行を企画し、スポンサーとなった。当初、ニューヨークのルーズベルト飛行場から出発の予定であったが、より長い滑走路を持つメイン州のオールドオーチャードビーチ飛行場を使うことにされた。
1927年9月6日12時33分にオールドオーチャードビーチ飛行場を出発した。乗員はパイロットがジェームズ・デウィット・ヒル（James DeWitt Hill）、航法士がロイド・バートード（Lloyd W. Bertaud）が搭乗し、ニューヨーク・デイリー・ミラーの記者、ミラー・フィリップ・ペインが同乗した。14時55分には飛行が順調であるという連絡があったが、15時55分には異常の連絡があった。レース岬の東方、350マイルで汽船「カリフォルニア」によって23時57分に目撃されたのが最後であった。
翌日の3時57分と4時3分に 遭難信号が送られ、65マイルほどの位置にいた船舶のトランシルヴァニアが、予想のコースに向かったが、5時間後に到着した場所は強風と雨の悪天候であった。さらに4隻の船舶が参加して30時間の捜索が行われたが、オールド・グローリー号は発見されなかった。ハーストは汽船カイル（SS Kyle）を手配し捜索を続け、9月12日に飛行機の残骸を発見したが、乗組員は発見できなかった。